# Beniamino Joppolo
Beniamino Joppolo (né le 31 juillet 1906 à Patti, dans la province de Messine, en Sicile et mort le 2 octobre 1963 à Paris) est un écrivain, romancier, dramaturge, essayiste, poète et peintre italien du XXe siècle.
Après un diplôme en Sciences politiques à Florence, il fut un fervent antifasciste. Arrêté pour ses activités militantes, il fut assigné à résidence en 1935 et en 1937.
Entre 1939 et 1943, il publia de nombreux articles sur les arts (art figuratif, théâtre, cinéma) et rédigea de nombreuses pièces de théâtre qui furent publiées dans des revues artistiques et politiques dont Corrente, et mises en scène notamment au sein des GUF Gruppo Universitario Fascista.
Après la guerre, il s'installa de manière stable à Milan et fréquenta divers cercles artistiques, tout en continuant à écrire.
Il commença à peindre en 1947. Il participa à la fondation du mouvement Spatialiste de Lucio Fontana.
Parmi ses œuvres majeures, outre l'importante production théâtrale et picturale, le recueil de poésies I canti dei sensi e dell'idea, les romans Tutto a vuoto (1945), La giostra di Michele Civa (1946), Un cane ucciso (1949), et La doppia storia (publié posthume en 1968).
Auteur d'une quinzaine de romans, d'une cinquantaine de pièces de théâtre et de nombreuses toiles, il étendit sa vaste et multiforme production artistique entre la Sicile, Milan et Paris, en travaillant avec de grands noms artistiques de l'époque tels que Roberto Rossellini, Gino Severini, Renato Guttuso, Giuseppe Migneco, Giorgio Strehler, Paolo Grassi, Jacques Audiberti ou encore Jean-Luc Godard.

## Biographie

### L'enfance et la jeunesse
Issu d'une famille de notables, Beniamino Joppolo passe toute son enfance entre le sud de la Calabre et la province nord Sicilienne de Messine, dans les environs de Patti et de Sinagra. Tout juste sorti du lycée, et alors qu'on souhaite qu'il embrasse la carrière de médecin tout en perpétuant les traditions familiales, il décide de quitter la Sicile. Il part à Florence et s'inscrit à l'université de Sciences Politiques et Sociales (à l'Istituto Alfieri de Florence) qu'il fréquente de 1926 à 1929. Le jeune Beniamino découvre de nouveaux milieux littéraires et artistiques et parfait sa formation.
Au cours de sa jeunesse, Joppolo était, comme la plupart des jeunes hommes de sa génération, régulièrement inscrit au Parti national fasciste. Il fut enrôlé dans la Milice volontaire pour la sécurité nationale (MVSN) jusqu'en 1926, date de son départ à Florence.
Fraichement diplômé en Toscane, il rentre à Messine auprès de sa famille. Mis à part les quelques mois passés à Vérone pour le service militaire, au cours desquels il rédige le roman Il nido dei pazzi (Le Nid des fous), il demeure en Sicile plusieurs années et nourrit de nouveaux désirs de départ. La carrière journalistique l'attire, et Joppolo cherche à assouvir ses espoirs littéraires en multipliant les contacts dans les cercles artistiques milanais dès le début des années 1930.
Sa famille fait des sacrifices considérables pour lui permettre de se lancer dans des activités et de s'installer de façon stable à Milan au début des années 1940 (il y séjourne à plusieurs reprises dès 1934). Il rencontre de nombreux artistes, fait ses premières armes en tant que critique d'art et journaliste, et fréquente les groupes d'intellectuels milanais et autres cercles dissidents, comme celui de « Corrente ».

### Débuts littéraires et artistiques
Adolescent, Joppolo rédige une série de poésies dans un langage lyrique qui célèbre les rapports sensuels avec la nature.
Bien qu'il ait commencé à écrire dès sa plus tendre enfance, c'est en Toscane à la fin des années 1920 qu'il complète son premier recueil de poésie, I canti dei sensi e dell'idea (1929), salué par la critique avant même que les premiers romans et autres recueils de nouvelles ne soient publiés.
À la suite de la publication de ces premières œuvres, certains critiques relèvent des ressemblances avec les productions poétiques de Leopardi, D'Annunzio, Campana, Pascoli.
Son premier roman Il nido dei pazzi n'a jamais été publié. En revanche, son premier recueil de nouvelles C'è sempre un piffero ossesso est publié en 1937. Ces récits, toujours très en lien avec la nature, mais aussi proches des esthétiques surréalistes et oniriques (notamment le style de Bontempelli), lui valent aujourd'hui sa classification dans le courant de l' “expressionnisme méditerranéen”.
Si les premières pièces de théâtre n'ont pu être retrouvées, les pièces publiées dès le début des années 1940 dans des revues artistiques et politiques ont rapidement été considérées comme faisant partie d'une dramaturgie prometteuse du second après-guerre italien (pièces Sulla collina, L'ultima stazione, Il cammino, Ritorno di solitudine, I tre cavalieri ou encore Una visita).

### L'engagement politique
Au cours des années 1930, il est arrêté à deux reprises pour antifascisme militant. Critique à l'égard de la politique étatique, il est d'abord arrêté à Ravenne en 1936 pour avoir ouvertement analysé négativement le régime. Averti et fiché le 3 janvier, il fut assigné à résidence à Messine. La proclamation de l'Empire en mai de la même année révoque son arrestation, et Joppolo s'installe alors à Milan. Il fréquente alors encore plus assidument le groupe artistique et politique Corrente, et participe à diverses activités de contestation.
Quelques mois plus tard, en 1937, il est arrêté une nouvelle fois, et condamné à trois ans d'assignation à résidence. Envoyé à Forenza (Basilicate), il traverse une période d'isolement difficile. Il est finalement libéré et rentre à Milan pour les fêtes de Noël de la fin de l'année 1938, bénéficiant d'une amnistie. Il participe alors activement aux activités critiques et littéraires du groupe Corrente et publie dans la revue éponyme fondée par Ernesto Treccani.
Son premier manifeste ou pamphlet contre le régime fasciste Mussolini, presto ti accorgerai del coraggio degli italiani ! (Mussolini, bientôt tu prendras conscience du courage des Italiens !) lui valut des représailles et un fichage systématique de ses activités. Ce dernier reprenait entre autres certaines réflexions que l'auteur avait déjà émises dans sa thèse de fin d'études politiques intitulée Vari Concetti di Stato e Dominatore (Conceptions diverses de l'état et de la domination, 1929).

### Théâtre, art, écriture
Le début des années 1940 est également très intense du point de vue de la production théâtrale. Ses premières pièces sont jouées au sein des GUF (Groupes Universitaires Fascistes) à Milan, Cesena, Novara, et publiées dans diverses revues. Giorgio Strehler et Paolo Grassi, hommes de théâtre prometteurs, font partie des collaborateurs réguliers (L'ultima stazione fut d'ailleurs mise en scène par Paolo Grassi en 1941 avec Giorgio Strehler et Franco Parenti (it) dans les rôles principaux du chef de gare et du gardien de gare).
Les premières pièces de théâtre de Joppolo mettent en scène des personnages affligés par une crise existentielle intense, placés au sein de dimensions surréalistes, acteurs d'une société qui prive l'être humain de la liberté et du rapport salvateur avec la nature, et le mortifie par l'injustice.
Joppolo rencontre alors son épouse, la peintre Carla Rossi, avec laquelle il développe les amitiés artistiques qui aboutissent notamment à une fructueuse collaboration avec Lucio Fontana et le cercle des avant-gardistes du mouvement Spatialiste. Joppolo est d'ailleurs l'un des principaux rédacteurs et signataires des premier et second manifestes de Spatialisme (1947, 1948).
Le jour de son mariage, Joppolo est appelé sous les drapeaux. Après quelques mois en Sicile, il intègre le régiment de Crémone. Le tournant de 1943 pousse Joppolo à quitter la base militaire, dans laquelle ses positions antifascistes suscitent quelques suspicions. Il se cache alors dans le bergamasque pour quelque temps et vit une courte expérience de résistance armée.
Ce n'est qu'après la libération définitive du pays par les forces alliées qu'il s'installe à nouveau durablement à Milan. Mais il réalise rapidement que l'Italie républicaine cache sous ses airs démocratiques des paradoxes étonnants. Il traverse alors une période difficile d'isolement personnel et artistique.
En parallèle du travail d'écriture romanesque et théâtrale, pour lesquels il reçoit des critiques encourageantes, il commence à peindre, aidé par son épouse, l'artiste milanaise Carla Rossi. Après avoir publié de nombreuses études et présentations d'expositions, et malgré les critiques de certains artistes qui s'étonnent de le voir désormais les côtoyer, il expose rapidement dans des expositions importantes (en 1949 au Naviglio à Milan, et à la Biennale de Venise en 1952).
Joppolo publie des romans reçus positivement par la critique et signalés par des concours nationaux : Tutto a vuoto (Milan, 1945), La giostra di Michele Civa (1945) et Un cane ucciso (1949). L'expressionnisme est encore très fort. Joppolo refuse les préceptes du réalisme et privilégie les situations absurdes, la violence hallucinée, le thème de la folie.
Le théâtre suit la même mouvance. De nouvelles pièces sont publiées, diffusées, jouées. La première version de I carabinieri, aujourd'hui la plus reconnue, est alors rédigée. Audiberti découvre l’œuvre de Joppolo et propose de traduire certains romans en français. Après La giostra di Michele Civa (1945) (Les chevaux de bois) et Un cane ucciso (1949) (Le chien, le photographe et le tram), il traduit également la pièce de théâtre I carabinieri (Les carabiniers jouent).
Dans la lignée de I carabinieri, le théâtre de Joppolo refuse le réalisme nouveau pourtant célébré nationalement, et lui préfère une fantasmagorie onirique, des synesthésies expressionnistes, un style poétique aux accents violents, grotesques et absurdes.

### L'expérience deI carabinieri / Les carabiniers
I carabinieri est l’œuvre la plus célèbre et la plus jouée de Beniamino Joppolo. La littérature critique a largement disserté à ce sujet. Par ailleurs, la pièce scelle un certain tournant stylistique joppolien : après la période de riches expérimentations héritées des esthétiques européennes majeures, Beniamino Joppolo affine une certaine veine satirique qui tend désormais plus vers lʼabsurde à valeur universelle, lui-même hérité dʼune analyse plus intimes des systèmes familiaux et sociétaux. Enfin, de nombreuses versions de la pièce existent. L'analyse de certains points génétiques, stylistiques, scéniques encore inexplorés ou mal interprétés permettent de réfuter lʼidée selon laquelle Joppolo écrivait sans cesse, sans même se relire, se corriger, ou encore sans remettre en question lʼefficacité scénique de ses productions.
En effet, alors que lʼItalie sort tout juste de lʼexpérience du régime et entre peu à peu dans la période grise des soulèvements revanchards aux allures de guerre civile, Beniamino Joppolo signe cette pièce aux dynamiques absurdes, grotesques et violentes. I soldati conquistatori [Les soldats conquérants], ensuite rebaptisée I carabinieri [Les carabiniers], qui aujourdʼhui encore représente à elle seule lʼensemble de la production théâtrale du dramaturge, auteur, essayiste et peintre antifasciste, révèle également sur un versant théâtral une partie des bases de sa pensée abhumaniste. Dans cette histoire de soldats et carabiniers, la question de la reprise fait avant tout référence au problème de la « prise » textuelle, elle-même intimement liée à lʼinfluence des traductions, adaptations, et mises en scène successives de l’œuvre. La pièce nʼacquiert en effet son statut symbolique et sa renommée quʼà travers un parcours complexe dʼappropriations et de concrétisations successives. Plus encore que des reprises, la pièce subit donc des possessions diverses qui lui confèrent son état ultime tout en se voulant respectueuses dʼune œuvre originelle. À la suite des premières mises en scène italiennes (1945, 1948, 1949), de la traduction-adaptation parisienne pour une mise en scène controversée chapeautée par le dramaturge Jacques Audiberti (1958), de ses successives réappropriations joppoliennes (version autographe de 1959 et posthume de 1969), de sa reprise et confirmation scénique au Festival des Deux Mondes de Spolète en 1962 (mise en scène de Roberto Rossellini, lʼunique dans sa carrière de réalisateur), de son adaptation cinématographique godardienne (Les Carabiniers, de Jean-Luc Godard, scénario de Jean Gruault et Roberto Rossellini, d'après la pièce de Joppolo, 1963), le texte de la pièce finit enfin par être arrêté par Giovanni Joppolo, le fils de lʼauteur, également à lʼorigine de la toute dernière version française.
Au-delà des considérations génétiques, en tout cas, cʼest le contenu même de l’œuvre qui joue de la mise en abîme des concepts de cyclicité temporelle, dʼécho historique, de retour en scène. Structurée sur une redondance dramatique et linguistique, la pièce met en jeu le retour incessant des illusions de conquête, de richesse et de reconnaissance sous-tendues par avènement des guerres et des révoltes populaires. Deux représentants des forces de lʼordre (les carabiniers du titre), par trois visites sur autant dʼactes chez une famille de paysans modestes, incarnent la reprise des hostilités et la consécutive reprise potentielle du pouvoir. De bouffonneries en flatteries, chaque arrivée des carabiniers au sein du foyer de la famille Lapenna apporte son lot de situations burlesques, de tromperies, de récits fantasmagoriques tout en méta-théâtralité. Au nom dʼun roi intemporel et invisible, puis dʼune révolte paradoxalement similaire aux dynamiques quʼelle entend renverser, les frères Lapenna, leur mère et leur sœur finissent par prendre part au « théâtre des opérations », passant ainsi du rôle de victimes dʼun système belliqueux à celui dʼacteurs et bourreaux de leur propre mutilation.

### Journalisme et Abhumanisme
À Milan, Joppolo poursuit également une intense activité de journaliste et de critique artistique. Il collabore avec de nombreux quotidiens, et écrit des articles à caractère artistique, social et politique (notamment une interview controversée d'Humbert II de Savoie héritier du trône d'Italie, et un reportage sur les inondations du Delta du Po, illustrée par son ami Giuseppe Migneco).
Au milieu des années 1940, il rencontre l'artiste Lucio Fontana et participe à la rédaction des premiers manifestes de Spatialisme. Joppolo abandonne ensuite les positions spatialistes, et réadopte l'expression abstraite et expressionniste. Cela va de pair avec l'élaboration joppolienne de la pensée abhumaniste, théorie existentielle fondée sur la crise humaine consécutive à la prise de conscience des horreurs du second conflit mondial. Le terme abhumanisme est proposé par Jacques Audiberti dans la préface introductive de la traduction de La giostra di Michele Civa (Les chevaux de bois, Paris 1947) et Joppolo développe sa pensée autour de ce nouveau terme. Audiberti, qui traduit également le roman Un cane ucciso (Le chien, le photographe et le tram, 1951) s'intéresse toujours davantage à l'idée d'abhumanisme et participe de l'écho de l’œuvre de Joppolo en France.
Par la suite, Joppolo rédige deux essais fondateurs liés à la pensée abhumaniste : L'arte da Poussin all'abumanesimo, Milan 1950, et L'abumanesimo, 1951). Audiberti multiplie également les parutions abhumanistes (L’Ouvre-Boîte avec l'artiste Camille Bryen en 1952) et signe de son côté l'essai L'abhumanisme en 1955. Toutefois, leurs positions philosophiques divergent sensiblement, notamment à la suite de la traduction de I carabinieri (Les carabiniers) par Audiberti, jugée trop libre par Joppolo. Le texte fut malgré tout créé en France, avec une mise en scène par Michel de Ré en 1958 au Théâtre d'Aujourd'hui (situé à l’Alliance française, au 101, boulevard Raspail, dans le quartier Notre-Dame-des-Champs).

### La période parisienne
En 1954, déçu par ses pairs et par la tournure républicaine de l'Italie, Joppolo s'installe définitivement à Paris. Au cours de cette période, il rédige de nombreuses pièces de théâtre, et multiplie les collaborations scéniques (ses pièces sont jouées en Allemagne, Suisse, Suède et Autriche, et même adaptées à la radio et la télévision).
Dès le milieu des années 1950, Joppolo développe davantage son activité picturale, romancière et théâtrale, mais doit jongler avec d'une part les difficultés de l'exil qu'il s'est cette fois-ci lui-même imposé, et, d'autre part, celles de l'oubli partagé par ses contemporains qui sont quant à eux restés dans la péninsule italienne.
Il se lance dans la rédaction du roman autobiographique La doppia storia (paru posthume à Milan en 1968), et termine les romans Gli angoli della diserzione (Turin, 1982) et Il ritorno di Leone (Milan, 1993).
Joppolo produit également de nombreuses pièces de théâtre, pour certaines très liées à la pensée abhumaniste, et pour d'autres plutôt liées à l'actualité journalistique et sociale. Il rédige notamment huit courts actes uniques au cours de l'année 1960, destinés à être joués par deux. Ces courtes pièces tournent autour des thématiques de l'eschatologie abhumaine et de l'angoisse existentielle.
Son travail est repéré et apprécié par le réalisateur Roberto Rossellini qui, après avoir jeté son dévolu sur la pièce Tra le ragnatele o I governanti, effectue alors la seule mise en scène théâtre de sa carrière : I carabinieri, dans une version du texte remaniée par l'auteur, ne passe pas inaperçue lors du festival international de Spolète de 1962. À la suite de cette aventure, Jean-Luc Godard décide d'ailleurs d'adapter l'histoire des soldats et des carabiniers à l'écran (Les carabiniers, 1963). Le film est très critiqué.
À Paris, Joppolo poursuit également son activité journalistique (avec une série d'articles et d'essais critiques à l'égard de sa patrie d'origine), et étend ses domaines de prédilection (arts figuratifs et arts du spectacle) au cinéma.
Après de nombreuses années de silence poétique, Joppolo rédige une dernière œuvre lyrique singulière : le recueil de poèmes Scandinavia, qui fait suite à un voyage réalisé par l'auteur dans les pays nordiques, est finalement publié posthume.
Joppolo s'éteint à Paris le 2 octobre 1963, à l'âge de cinquante-sept ans.

## Œuvres
Nous nous référons aux archives et bibliographies correspondantes conservées à l'Archivio Alessandro Bonsanti de la Biblioteca Viesseux à Florence (http://www.vieusseux.fi.it/archivio/fondi_acb.html).

### Théâtre
- Il Cammino [Le chemin] (1941)[5]
- L'ultima stazione [La dernière gare] (1941)
- Sulla collina [Là-haut, sur la colline] (1942)
- Ritorno di solitudine [Retour de solitude] (1942)
- La follia sia dunque autentica [La folie soit donc authentique] (1942), Acte unique, paru dans "Les Langues Néo-Latines" 247, oct. 1983
- Le epoche [Les époques] (1942)
- Tutti ascolteremo il silenzio [Nous écouterons tous le silence] (1942)
- I due paesi [Les deux pays] (1942)
- L'invito [L'invitation] (1942)
- Domani parleremo di te [Demain nous parlerons de toi] (1943)
- Una visita [Une visite] (1943)
- I tre cavalieri [Les trois chevaliers] (1943)
- I gridi della fattoria [Les cris de la ferme] (1943?)
- I soldati conquistatori [Les soldats conquérants] rebaptisée I Carabinieri [Les carabiniers] (1945)
- Il secondo diluvio [Le second déluge](1946)
- Andrea Pizzino (1946)
- La bomba atomica (L'arma segreta) [La bombe atomique/L'arme secrète] (1947)
- La tana [Le terrier] (1947)
- La Provvidenza [La Providence] (1948)
- Una curiosa famiglia [Une curieuse famille] (1955)
- Irma Lontesi (1955)
- Il complotto dei soldi [Le complot financier] (1956)
- Il seme è bianco [Blanche est la semence] (1956)
- Il fiore giallo e l'albero parlante [La fleur jaune et l'arbre parlant] (1957)
- Le acque [Les eaux] (pièce en deux parties indépendantes L'acqua si diverte a uccidere/L'acqua si diverte a far morire di sete [L'eau s'amuse à tuer/L'eau s'amuse à faire mourir de soif]) (1958)
- Tra le ragnatele (I governanti) [Au milieu des toiles d'araignées/Les gouvernants](1958)
- Zizim (1958)
- L'angelo Paratatampata [L'ange Youplaboumtagadatsointsoin] (1959)
- I Microzoi [Les animalcules] (1959)
- La baracca e gli uomini di onore [La bicoque et les hommes d'honneur] (1960)
- L'attesa [L'attente] (1960)
- L'imbottigliaggio mostro [Monstrueux embouteillage] (1960)
- Dio e la fondiaria [Dieu et l'impôt foncier] (1960)
- Gli appuntamenti [Les rendez-vous] (1960)
- L'esseruccio [Le bout-de-chou] (1960)
- Caryl Chessman (1960)
- Il castello di Versailles [Le château de Versailles] (1960)
- Un café en été (1963) (écrite avec Giovanni Joppolo)

Pièces coécrites avec Enrico Fulchignoni
- Il reduce involontario [De retour malgré lui] (1955)
- Fred (1957)
- La tazza di caffè [La tasse de café] (1957)
- Salita sull'albero [Perchée dans l'arbre] (1957)
- L'inondazione [L'inondation] (1957)
- Il generale malcontento [Le général bougon] (1958)

### Romans
- Gli ultimi otto giorni (1926?)
- Il nido dei pazzi (1933?) (inédit)
- Tutto a vuoto (1945)[6]
- La giostra di Michele Civa (1945)[7]
- Notti cariche di teorie (1945) (inédit)
- Un cane ucciso (1945)[8]
- Gli angeli senza sesso (1946) (inédit)
- I gesti sono eterni (1949) (inédit)
- Il banchetto (1953) (inédit)
- La brezza dell'Atlantico o la storia di Angelo Bredda (1953) (inédit)
- Gli angoli della diserzione (1957)[9]
- Il ritorno di Leone (1959)[10]
- La doppia storia (Deuxième partie : Cronache di Parigi, inédit) (1963)[11]

### Poésie
- I canti dei sensi e dell'idea (1929)[12]
- I continenti (1960)[13] (inédit)
- Scandinavia (1960)[14]
- Le barche si sono staccate (1961)[15]
- Poesie sparse e appunti di poesia (1961) (inédit)

### Nouvelles
- C'è sempre un piffero ossesso (1937)[16]
- I clienti che non se ne andavano più (1937)
- Non so più cosa mi succederà (1937)
- I due commensali (1937)
- Nessun viaggio è terreno (1937)
- L'avvocato (1937)
- Per la figlia Maria (1937)
- I cerchi azzurri (1937)
- La nuvola verde (1937)
- Specchi ? (1937)
- La telefonata (1937)
- Concetto di proprietà (1937)
- La lettera del sogno (1937)
- Colui che non voleva mostrare il nonno (1937)
- La sola idea (1937)
- Carlo (1938)
- La morìa delle mucche (1943)
- La vallata (1947)
- Gli alberi di Alberto (1947)
- Il lavoro delle cicogne (1947)
- Il manifesto degli stati d'animo (I pericoli delle profezie) (1960)
- L'impiegata (1960)

### Essais
- Vari concetti di stato e di dominatore (1929) (inédit)
- Dilatazione su piano unico orrizontale (1940?) (inédit)
- Orizzontalità (1940)
- Tutto è all'altezza dell'uomo (1945)[17]
- Ancora sui problematici e i risolutivi (1945) (inédit)
- Giacomo Manzù (1946)
- Intorno a vari concetti (1946) (inédit)
- Discorso da un paese di confino (1947) (inédit)
- Antonio Calderara (1948)
- Distratte e disordinate annotazioni intorno all'uomo (1949) (inédit)
- L'arte da Poussin all'abumanesimo (1950)[18]
- Presentazione (1950)[19]
- Gesù (1951) (inédit)
- L'abumanesimo (1951)[20]
- Le confessioni (1952) (inédit)

### Peinture
- La nascita[21]
- La creazione
- Mondi nello spazio
- La clessidra e il tempo
- Gli spazi
- Valle capovolta
- Sezione di mondi
- Nove frutti del cielo
- Mare
- I profeti
- Meteora
- Case nel sogno
- L'agnello cigno
- La luna sorge dal mare
- La bomba atomica
- Le barche
- Cacciucco
- Case sul rosa
- Peinture
- Arcipelago delle isole eolie (Vulcano)
- Case con albero rosso
- Muro spaziale
- Case arancioni sul verde
- Foresta spaziale
- Foresta negli spazi
- Sole prigioniero
- Ritratto di Milena Milani
- Una rovina diventa anima rossa
- Case nel sogno
- Una rovina può diventare anima
- Senza titolo
- La clessidra
- I vegetali sono una miniera
- I metalli si redimono nei cieli
- Germinazione
- Case nel sogno
- Il sole si è finalmente donato
- Giallo e rosso
- La grande meteora
- Forme spaziali
- I fossili
- La poltrona (di Ionesco)
- I vegetali sono rocce e le rocce sono vegetali
- Bulbi nel blu
- Donna uccello
- Foresta incantata
- Foresta pietrificata
- Linee su fondo rosa
- Cascata
- Linee nere su fondo rosso e grigio